# 上南公园
上南公园位于中国上海市浦东新区上南路、德州路，面积为57亩，由七彩游乐广场，生态园林景区、内湖等组成。园内有一名为“阳光”的不锈钢雕塑。公园于1994年12月开始建设，1996年5月正式对外开放。